# 모래지치
모래지치(Argusia sibirica)는 해꽃과의 여러해살이풀이다. 땅속줄기로부터 30cm 정도의 줄기가 곧게 뻗어나온다. 잎은 어긋나며, 타원형으로서 가장자리는 매끈하고 잎자루를 가지고 있지 않다. 꽃은 흰색으로, 5∼7월경에 줄기 끝에 총상꽃차례를 이루면서 달린다. 열매는 공 모양의 핵과이다. 주로 유럽에서 아시아의 온대에 걸친 해변에서 자란다.